# Morpholeria iziaslavi
Morpholeria iziaslavi är en tvåvingeart som beskrevs av Gorodkov 1974. Morpholeria iziaslavi ingår i släktet Morpholeria och familjen myllflugor. Inga underarter finns listade i Catalogue of Life.